# 野济河
野济河，是中国长江流域的一条河流，汇入乌江中游左岸，属于乌江水系。河长106千米，流域面积2167平方千米，多年平均流量31立方米每秒。自然落差796米。水能理论蕴藏量5万千瓦。